# هيونه ثي ثانه ثوي
هيونه ثي ثانه ثوي (من مواليد 1 يوليو 2002) هي عارضة أزياء وملكة جمال فيتنامية توجت بلقب مسابقة ملكة جمال الأمم 2024. وقد توجت سابقًا بلقب ملكة جمال فيتنام 2022.

## روابط خارجية
- www.miss-international.org
- هيونه ثي ثانه ثوي على إنستغرام